# Wereldbeker noordse combinatie 2020/2021
De wereldbeker noordse combinatie 2020/2021 (officieel: Viessmann FIS Nordic Combined World Cup) ging van start op 27 november 2020 in het Finse Kuusamo en eindigde op 21 maart 2021 in het Duitse Schonach.
De FIS organiseert dit seizoen voor de eerste maal een wereldbeker voor vrouwen. De Noor Jarl Magnus Riiber won vorig seizoen de algemene wereldbeker bij de mannen.

## Mannen

### Kalender
| Datum | Plaats        | Detail             | Eerste                                     | Tweede                                        | Derde                               |
| --- | ------------- | ------------------ | ------------------------------------------ | --------------------------------------------- | ----------------------------------- |
| Ruka Tour |               |                    |                                            |                                               |                                     |
| 27/11/2020 | Kuusamo       | HS142 + 5 km       | Jarl Magnus Riiber                         | Johannes Lamparter                            | Jens Lurås Oftebro                  |
| 28/11/2020 | Kuusamo       | HS142 + 10 km      | Jarl Magnus Riiber                         | Eric Frenzel                                  | Akito Watabe                        |
| 29/11/2020 | Kuusamo       | HS142 + 10 km      | Jens Lurås Oftebro                         | Fabian Rießle                                 | Manuel Faißt                        |
| 05/12/2020 | Lillehammer   | HS98 + 10 km       | Afgelast, vanwege de coronapandemie        | Afgelast, vanwege de coronapandemie           | Afgelast, vanwege de coronapandemie |
| 06/12/2020 | Lillehammer   | HS140 + 10 km      | Afgelast, vanwege de coronapandemie        | Afgelast, vanwege de coronapandemie           | Afgelast, vanwege de coronapandemie |
| 19/12/2020 | Ramsau        | HS98 + 10 km       | Vinzenz Geiger                             | Jarl Magnus Riiber                            | Lukas Greiderer                     |
| 20/12/2020 | Ramsau        | HS98 + 10 km       | Vinzenz Geiger                             | Jarl Magnus Riiber                            | Fabian Rießle                       |
| 02/01/2021 | Otepää        | HS97 + 10 km       | Afgelast, vanwege de coronapandemie        | Afgelast, vanwege de coronapandemie           | Afgelast, vanwege de coronapandemie |
| 03/01/2021 | Otepää        | HS97 + 10 km       | Afgelast, vanwege de coronapandemie        | Afgelast, vanwege de coronapandemie           | Afgelast, vanwege de coronapandemie |
| 15/01/2021 | Val di Fiemme | HS106 + 10 km      | Jarl Magnus Riiber                         | Ilkka Herola                                  | Vinzenz Geiger                      |
| 16/01/2021 | Val di Fiemme | HS106 + 2 × 7,5 km | Duitsland Eric Frenzel Fabian Rießle       | Oostenrijk Johannes Lamparter Lukas Greiderer | Finland Ilkka Herola Eero Hirvonen  |
| 17/01/2021 | Val di Fiemme | HS106 + 10 km      | Jarl Magnus Riiber                         | Eric Frenzel                                  | Vinzenz Geiger                      |
| 23/01/2021 | Lahti         | HS130 + 2 × 7,5 km | Noorwegen Jørgen Gråbak Jarl Magnus Riiber | Duitsland Fabian Rießle Vinzenz Geiger        | Japan Ryota Yamamoto Akito Watabe   |
| 24/01/2021 | Lahti         | HS130 + 10 km      | Akito Watabe                               | Jarl Magnus Riiber                            | Ryota Yamamoto                      |
| Nordic Combined Triple |               |                    |                                            |                                               |                                     |
| 29/01/2021 | Seefeld       | HS109 + 5 km       | Jarl Magnus Riiber                         | Akito Watabe                                  | Vinzenz Geiger                      |
| 30/01/2021 | Seefeld       | HS118 + 10 km      | Jarl Magnus Riiber                         | Akito Watabe                                  | Ilkka Herola                        |
| 31/01/2021 | Seefeld       | HS118 + 15 km      | Jarl Magnus Riiber                         | Ilkka Herola                                  | Akito Watabe                        |
| 06/02/2021 | Klingenthal   | HS140 + 10 km      | Vinzenz Geiger                             | Fabian Rießle                                 | Eric Frenzel                        |
| 07/02/2021 | Klingenthal   | HS140 + 10 km      | Vinzenz Geiger                             | Akito Watabe                                  | Lukas Greiderer                     |
| 13/02/2021 | Lillehammer   | HS98 + 10 km       | Afgelast, vanwege de coronapandemie        | Afgelast, vanwege de coronapandemie           | Afgelast, vanwege de coronapandemie |
| 14/02/2021 | Lillehammer   | HS140 + 10 km      | Afgelast, vanwege de coronapandemie        | Afgelast, vanwege de coronapandemie           | Afgelast, vanwege de coronapandemie |
| 23 februari tot en met 7 maart 2021: Wereldkampioenschappen noordse combinatie 2021 in Oberstdorf (telt niet mee voor wereldbeker) |               |                    |                                            |                                               |                                     |
| 13/03/2021 | Oslo          | HS134 + 10 km      | Afgelast, vanwege de coronapandemie        | Afgelast, vanwege de coronapandemie           | Afgelast, vanwege de coronapandemie |
| 14/03/2021 | Oslo          | HS134 + 10 km      | Afgelast, vanwege de coronapandemie        | Afgelast, vanwege de coronapandemie           | Afgelast, vanwege de coronapandemie |
| 20/03/2021 | Klingenthal   | HS140 + 10 km      | Jarl Magnus Riiber                         | Akito Watabe                                  | Johannes Lamparter                  |
| 21/03/2021 | Klingenthal   | HS140 + 10 km      | Jarl Magnus Riiber                         | Espen Bjørnstad                               | Fabian Rießle                       |

### Eindstanden
| Algemene wereldbeker | Algemene wereldbeker | Algemene wereldbeker | Algemene wereldbeker |
| #                    | Atleet               | Land                 | Punten               |
| -------------------- | -------------------- | -------------------- | -------------------- |
| 1                    | Jarl Magnus Riiber   | NOR                  | 1140                 |
| 2                    | Vinzenz Geiger       | GER                  | 810                  |
| 3                    | Akito Watabe         | JPN                  | 757                  |
| 4                    | Fabian Rießle        | GER                  | 687                  |
| 5                    | Eric Frenzel         | GER                  | 608                  |
| 6                    | Johannes Lamparter   | AUT                  | 602                  |
| 7                    | Ilkka Herola         | FIN                  | 594                  |
| 8                    | Jens Lurås Oftebro   | NOR                  | 491                  |
| 9                    | Lukas Greiderer      | AUT                  | 425                  |
| 10                   | Manuel Faißt         | GER                  | 425                  |

| Landenklassement | Landenklassement | Landenklassement |
| #                | Land             | Punten           |
| ---------------- | ---------------- | ---------------- |
| 1                | Duitsland        | 3597             |
| 2                | Noorwegen        | 3127             |
| 3                | Oostenrijk       | 2166             |
| 4                | Japan            | 1552             |
| 5                | Finland          | 1043             |
| 6                | Italië           | 412              |
| 7                | Frankrijk        | 312              |
| 8                | Estland          | 187              |
| 9                | Tsjechië         | 96               |
| 10               | Verenigde Staten | 81               |

| Prijzengeld | Prijzengeld        | Prijzengeld | Prijzengeld |
| #           | Atleet             | Land        | CHF         |
| ----------- | ------------------ | ----------- | ----------- |
| 1           | Jarl Magnus Riiber | NOR         | 118.640     |
| 2           | Vinzenz Geiger     | GER         | 63.165      |
| 3           | Akito Watabe       | JPN         | 50.677      |
| 4           | Fabian Rießle      | GER         | 47.391      |
| 5           | Eric Frenzel       | GER         | 39.560      |
| 6           | Ilkka Herola       | FIN         | 37.210      |
| 7           | Johannes Lamparter | AUT         | 34.960      |
| 8           | Jens Lurås Oftebro | NOR         | 28.440      |
| 9           | Lukas Greiderer    | AUT         | 21.998      |
| 10          | Jørgen Gråbak      | GER         | 18.630      |

## Vrouwen

### Kalender
| Datum | Plaats      | Detail       | Eerste                              | Tweede                              | Derde                               |
| --- | ----------- | ------------ | ----------------------------------- | ----------------------------------- | ----------------------------------- |
| 04/12/2020 | Lillehammer | HS98 + 10 km | Afgelast, vanwege de coronapandemie | Afgelast, vanwege de coronapandemie | Afgelast, vanwege de coronapandemie |
| 05/12/2020 | Lillehammer | HS98 + 10 km | Afgelast, vanwege de coronapandemie | Afgelast, vanwege de coronapandemie | Afgelast, vanwege de coronapandemie |
| 19/12/2020 | Ramsau      | HS98 + 5 km  | Tara Geraghty-Moats                 | Gyda Westvold Hansen                | Anju Nakamura                       |
| 02/01/2021 | Otepää      | HS97 + 5 km  | Afgelast, vanwege de coronapandemie | Afgelast, vanwege de coronapandemie | Afgelast, vanwege de coronapandemie |
| 03/01/2021 | Otepää      | HS97 + 5 km  | Afgelast, vanwege de coronapandemie | Afgelast, vanwege de coronapandemie | Afgelast, vanwege de coronapandemie |
| 13/02/2021 | Lillehammer | HS98 + 5 km  | Afgelast, vanwege de coronapandemie | Afgelast, vanwege de coronapandemie | Afgelast, vanwege de coronapandemie |
| 14/02/2021 | Lillehammer | HS98 + 5 km  | Afgelast, vanwege de coronapandemie | Afgelast, vanwege de coronapandemie | Afgelast, vanwege de coronapandemie |
| 23 februari tot en met 7 maart 2021: Wereldkampioenschappen noordse combinatie 2021 in Oberstdorf (telt niet mee voor wereldbeker) |             |              |                                     |                                     |                                     |

### Eindstanden
| Algemene wereldbeker | Algemene wereldbeker  | Algemene wereldbeker | Algemene wereldbeker |
| #                    | Atleet                | Land                 | Punten               |
| -------------------- | --------------------- | -------------------- | -------------------- |
| 1                    | Tara Geraghty-Moats   | USA                  | 100                  |
| 2                    | Gyda Westvold Hansen  | NOR                  | 80                   |
| 3                    | Anju Nakamura         | JPN                  | 60                   |
| 4                    | Marte Leinan Lund     | NOR                  | 50                   |
| 5                    | Sigrun Kleinrath      | AUT                  | 45                   |
| 6                    | Lisa Hirner           | AUT                  | 40                   |
| 7                    | Mari Leinan Lund      | NOR                  | 36                   |
| 8                    | Veronica Gianmoena    | ITA                  | 32                   |
| 9                    | Annika Sieff          | ITA                  | 28                   |
| 10                   | Anastasia Gontsjarova | RUS                  | 26                   |

| Landenklassement | Landenklassement | Landenklassement |
| #                | Land             | Punten           |
| ---------------- | ---------------- | ---------------- |
| 1                | Noorwegen        | 166              |
| 2                | Verenigde Staten | 105              |
| 3                | Oostenrijk       | 97               |
| 4                | Japan            | 92               |
| 5                | Italië           | 83               |
| 6                | Rusland          | 48               |
| 7                | Duitsland        | 41               |
| 8                | Slovenië         | 19               |
| 9                | Frankrijk        | 9                |

| Prijzengeld | Prijzengeld           | Prijzengeld | Prijzengeld |
| #           | Atleet                | Land        | CHF         |
| ----------- | --------------------- | ----------- | ----------- |
| 1           | Tara Geraghty-Moats   | USA         | 2.800       |
| 2           | Gyda Westvold Hansen  | NOR         | 2.000       |
| 3           | Anju Nakamura         | JPN         | 1.450       |
| 4           | Marte Leinan Lund     | NOR         | 1.100       |
| 5           | Sigrun Kleinrath      | AUT         | 850         |
| 6           | Lisa Hirner           | AUT         | 600         |
| 7           | Mari Leinan Lund      | NOR         | 450         |
| 8           | Veronica Gianmoena    | ITA         | 350         |
| 9           | Annika Sieff          | ITA         | 250         |
| 10          | Anastasia Gontsjarova | RUS         | 150         |

## Uitzendrechten
- Canada: CBC Sports[4]
- Duitsland: ARD/ZDF[5]
- Finland: Yle
- Nederland: Eurosport
- Noorwegen: NRK
- Zweden: SVT[6][7]
- Zwitserland: SRG SSR[8]